# Christella moulmeinensis
Christella moulmeinensis là một loài dương xỉ trong họ Thelypteridaceae. Loài này được Bedd. H. Lév. mô tả khoa học đầu tiên năm 1915.